# Hinterer See (Ammerbuch)
Das Gebiet Hinterer See ist ein flächenhaftes Naturdenkmal und ein Geotop auf dem Gebiet der Gemeinde Ammerbuch im Landkreis Tübingen in Baden-Württemberg.

## Kenndaten
Das Naturdenkmal wurde mit Verordnung vom 19. September 1966 unter dem Namen Hinterer See ausgewiesen. Es ist unter dem Namen Weiher und Feuchtfläche Hinterer See NE von Reusten auch als Geotop registriert.

## Lage und Beschreibung
Das Naturdenkmal liegt nordöstlich von Reusten. Es handelt sich um eine Senke im Unteren Keuper, die durch Tone und Letten abgedichtet ist. Der Metergraben durchfließt das Schutzgebiet.

## Flora und Fauna
Laut Biotopkartierung kommen die folgenden Arten im Gebiet vor: 
Gelbbauchunke, Erdkröte, Europäischer Laubfrosch, Bergmolch, Teichfrosch, Grasfrosch, Nördlicher Kammmolch, Weißes Straußgras,
Schwarz-Erle, Knick-Fuchsschwanzgras, Wiesen-Fuchsschwanz, Gewöhnlicher Glatthafer, Schwanenblume, Land-Reitgras, Sumpfdotterblume,
Schlank-Segge, Sumpf-Segge, Steife Segge, Behaarte Segge, Braun-Segge, Schnabel-Segge, Blasen-Segge, Fuchs-Segge, Acker-Kratzdistel,
Gewöhnliche Kratzdistel, Herbstzeitlose, Roter Hartriegel, Zweigriffeliger Weißdorn, Gewöhnliches Knäuelgras, Rasen-Schmiele, Teich-Schachtelhalm,
Winter-Schachtelhalm, Mädesüß, Gemeine Esche, Weißes Labkraut, Kletten-Labkraut, Wald-Storchschnabel, Bach-Nelkenwurz, Flutender Schwaden,
Wasser-Schwaden, Sumpf-Ruhrkraut, Geflügeltes Johanniskraut, Sumpf-Schwertlilie, Glieder-Binse, Kröten-Binse, Knäuel-Binse, Flatter-Binse,
Kleine Wasserlinse, Rote Heckenkirsche, Sumpf-Hornklee, Ufer-Wolfstrapp, Gewöhnlicher Blutweiderich, Wasserminze, Rossminze, Vergissmeinnicht,
Rohrglanzgras, Schilfrohr, Schwimmendes Laichkraut, Kamm-Laichkraut, Vogelkirsche, Schlehdorn, Brennender Hahnenfuß,
Kriechender Hahnenfuß, Büschel-Rose, Kratzbeere, Brombeeren, Silber-Weide, Sal-Weide, Asch-Weide, Bruch-Weide, Korb-Weide,
Schwarzer Holunder, Großer Wiesenknopf, Teichbinsen, Kanadische Goldrute, Vogelbeere, Breitblättriger Rohrkolben, Große Brennnessel,
Echter Baldrian, Wespenspinne, Pirol.

## Sonstiges
Ende des Jahres 2024 hat der Nabu rings um den Hinteren See einen Rückzugsort für den vom Aussterben bedrohten Kiebitz eingerichtet. Der Kiebitz mag Feuchtstellen in Wiesen und Äckern. In den vom Bagger ausgehobenen Mulden hat sich Regenwasser gesammelt. 
Der Kiebitz mag keine hohen Bäume aus Angst vor Greifvögeln. Daher wurden Gehölze entfernt.